# Laurentino Pereira
Laurentino Pereira Neto (São João do Piauí, 18 de setembro de 1912 – Brasília, 1º de outubro de 1975) foi um médico e político brasileiro com atuação no Piauí.

## Dados biográficos
Filho de Pedro Laurentino de Sousa e Ângela de Sousa Reis. Formado em Medicina na Universidade Federal da Bahia, integrou a Associação Piauiense de Medicina, Associação Paulista de Medicina e o Colégio Brasileiro de Cirurgiões antes de ingressar no PSD e iniciar carreira política. Eleito vereador em Oeiras em 1948, ascendeu ao cargo de presidente da Câmara Municipal e foi eleito prefeito em 1950, deputado estadual em 1954 e deputado federal em 1958.
Candidato a reeleição pelo PTB em 1962, obteve uma suplência, exercendo o mandato em virtude de convocações. Em 1967 assumiu o cargo de tesoureiro da Caixa Econômica Federal em Brasília, função exercida até 1975.
Irmão de Constantino Pereira e tio de José Reis Pereira.